# Deportivo Táchira Fútbol Club "B"
El Deportivo Táchira "B" es un club de fútbol profesional venezolano, establecido en la ciudad de San Cristóbal, filial del Deportivo Táchira y que actualmente milita en la Tercera División de Venezuela.

## Historia
El Deportivo Táchira B fue fundado en el año 1994. 

## Jugadores
Anexo:Historia del Deportivo Táchira Fútbol Club

## Palmarés
- Subcampeón Torneo Aspirantes: 2006/07